# 滕延
滕延，字伯行，漢桓帝時北海郡人，後來曾任京兆尹，有政績，世人稱之為長者。
小黃門段家住濟陰，與侯覽一起購置田產，靠近濟北地界，他們的僕人賓客侵掠百姓，劫持過往行人。濟北相滕延一併收捕，處死數十人，把屍體堆放在交通要道。侯覽、段大怒，將此事報告桓帝，滕延被處以濫殺無辜之罪，送到廷尉審理，遭免去官職。”